# Primera División 1932 (Argentina)
La Primera División 1932, organizzata dalla Liga Argentina de Football, è stata la seconda edizione del massimo torneo calcistico argentino e la seconda ad essere disputata con la formula del girone unico.

## Classifica
| Pos | Club                             | G  | V  | N  | S  | GF | GS | P  |
| 1   | River Plate                      | 34 | 22 | 6  | 6  | 81 | 48 | 50 |
| 1   | Independiente                    | 34 | 22 | 6  | 6  | 69 | 40 | 50 |
| 3   | Racing Club de Avellaneda        | 34 | 20 | 9  | 5  | 58 | 26 | 49 |
| 4   | Boca Juniors                     | 34 | 20 | 6  | 8  | 77 | 43 | 46 |
| 5   | San Lorenzo                      | 34 | 17 | 11 | 6  | 83 | 44 | 45 |
| 6   | Estudiantes de La Plata          | 34 | 16 | 8  | 10 | 80 | 62 | 40 |
| 7   | Gimnasia y Esgrima La Plata      | 34 | 15 | 7  | 12 | 78 | 59 | 37 |
| 8   | Vélez Sársfield                  | 34 | 15 | 7  | 12 | 47 | 52 | 37 |
| 9   | Huracán                          | 34 | 14 | 7  | 13 | 58 | 58 | 35 |
| 10  | Platense                         | 34 | 13 | 9  | 12 | 55 | 63 | 35 |
| 11  | Ferro Carril Oeste               | 34 | 13 | 7  | 14 | 64 | 59 | 33 |
| 12  | Quilmes                          | 34 | 13 | 6  | 15 | 50 | 67 | 32 |
| 13  | Chacarita Juniors                | 34 | 12 | 7  | 15 | 74 | 73 | 31 |
| 14  | Argentinos Juniors               | 34 | 6  | 11 | 17 | 40 | 65 | 23 |
| 15  | Lanús                            | 34 | 6  | 6  | 22 | 37 | 73 | 18 |
| 16  | Talleres de Remedios de Escalada | 34 | 5  | 7  | 22 | 44 | 74 | 17 |
| 17  | Tigre                            | 34 | 5  | 7  | 22 | 39 | 94 | 17 |
| 18  | Atlanta                          | 34 | 6  | 5  | 23 | 31 | 80 | 17 |

### Spareggio per il titolo
| Arbitro: | Forte |

| |            | |
| Ferreyra 11’ Peucelle 22’ Zatelli 38’                                                                    | Marcatori  | |
| Sirni P Basílico D Cuello D Santamaría C Dañil C Malazzo C Zatelli A Lago A Ferreyra A Peucelle A Luna A | Formazioni | P Maccarone D Fazio D Lecea C Ferrou C Corazzo C Almiñana A Porta A Sastre A Seoane A Ramos A Betinotti |
| Caamaño                                                                                                  | Allenatori | Canaveri                                                                                                |

### Classifica marcatori
|  | Gol | Marcatore        | Squadra     |
|  | --- | ---------------- | ----------- |
|  | 43  | Bernabé Ferreyra | River Plate |